# Alahed
 (août 2021).
Al-Ahd est un quotidien égyptien, politique et économique, créé en 2008.
Le siège officiel du journal est situé dans le quartier de Mohandessin à Gizeh, en Égypte.